# Protetorado do Congo Português
O Protetorado do Congo Português, também chamado de Congo Português e Protetorado de Cabinda, foi um protetorado de Portugal que mais tarde foi incorporado administrativamente à África Ocidental Portuguesa. A capital era a cidade de Cabinda.
O Congo Português foi a fusão dos reinos componentes do antigo reino do Congo, firmado pelo tratado de Simulambuco em 1885, que estabeleceu um protetorado sob influência portuguesa, no esteio da Conferência de Berlim. Nominalmente o território tinha jurisdição também sobre a porção angolana ao sul do rio Congo, de Santo António do Zaire, passando por São Salvador do Congo, indo até Maquela do Zombo, muito embora de fato sua zona de influência se restringisse a Cabinda e Massabi.
A população variou ao longo dos anos, sendo as primeiras estatísticas bastante tardias, aparecendo na primeira metade do século XX, com 50.506 habitantes, com a capital, Cabinda, com 11.200 habitantes em 1910.

## Domínio português
Exploradores, missionários e comerciantes portugueses chegaram à foz do rio Congo em meados do século XV, fazendo contato com o manicongo, o poderoso rei do reino do Congo. Os manicongos controlavam grande parte da região através da afiliação de reinos menores, como os reinos de Angoio, Loango e Cacongo, além de outras entidades como o principado de Soio e o ducado de Bambata.
Ao longo dos anos, nos séculos XVI e XVII, portugueses, anglo-britânicos, franceses, belgas, brasileiros e neerlandeses estabeleceram entrepostos comerciais, pontos de suprimento e pequenas fábricas de processamento de óleo de palma ao longo do rio Congo e próximo à sua foz. O comércio continuou nos séculos XVI, XVII e XVIII e a presença européia aumentou, levando a conflitos entre potências coloniais rivais.
A primeira manifestação de soberania de Portugal na região foi o tratado assinado em fevereiro de 1885 em Simulambuco, que constituiu o Protetorado do Congo Português a pedido dos "príncipes e governadores do Congo". Essa é frequentemente a base sobre a qual argumentos legais e históricos são construídos em defesa da autodeterminação da moderna Cabinda. O artigo 1º, por exemplo, declara: "os príncipes e líderes e seus sucessores declaram, voluntariamente, o reconhecimento da soberania portuguesa, colocando sob o protetorado desta nação todos os territórios por eles governados" [sic]. Artigo 2. "Portugal é obrigado a manter a integridade dos territórios sob sua proteção". Assim, o Congo Português foi constituído pelos reinos protegidos que anteriormente compunham o poderoso reino do Congo. Até então, a natureza fronteiriça do protetorado com o território português de Angola era numa zona abaixo de Santo António do Zaire, mas a Conferência de Berlim, naquele mesmo ano, concedeu uma isenção gratuita ao Estado Livre do Congo (uma faixa de 30 km), que separava o Congo Português do restante de Angola, tornado o domínio dos territórios ao sul do rio Congo meramente nominal. Em 1886, o primeiro governador português foi nomeado, o capitão de fragata João António das Neves Ferreira.
O domínio ao sul também era limitado pela própria existência do debilitado reino do Congo, que mantinha alguma zona de influência nas proximidades da capital São Salvador do Congo. Outra limitação do protetorado foi a criação do distrito do Congo (posterior província do Uíge), com capital na própria cidade de Cabinda, tornando somente virtual a administração do Congo Português.

## Fusão administrativa com Angola
Em meados da década de 1910, as fronteiras de Angola finalmente foram estabelecidas nas negociações com as potências coloniais vizinhas. Assim, o território do Congo Português começou a ser haurido como parte da colônia após a transferência da capital para Maquela do Zombo, na porção sudeste do território.
Administrativamente já sem efeito desde 1917 após a transferência da capital, em 1919 o golpe fatal ocorre no Congo Português, com a divisão da entidade auxiliar, o distrito do Congo, em duas porções, sendo a primitiva com sede em Maquela do Zombo (distrito do Congo) e outra com sede em Cabinda (distrito de Cabinda), subordinando (e na pratica fundindo) hierarquicamente o cargo de governador do protetorado ao governador de Angola. Ainda uma terceira porção surgiria após uma divisão do distrito do Congo em 1922, constituindo sede em Mabanza Congo (distrito do Zaire).
A Constituição Portuguesa de 1933 ainda distinguia juridicamente a colônia de Angola do protetorado do Congo Português, quando de fato tal divisão já não existia desde 1922. Quando Angola foi declarada uma "província ultramarina" dentro do império de Portugal em 1951, o Congo Português desapareceu do arcabouço legal colonial.